# Minori
minori（みのり）は、かつて存在したアダルトゲームブランド。以前は株式会社コミックス・ウェーブのソフトウェア事業部であったが、2007年3月に実施されたコミックス・ウェーブの会社分割に伴い、同年4月からは株式会社ミノリのブランドとなった。代表取締役兼プロデューサーは酒井伸和。

## 概要
minoriの名は同ブランドのキャッチフレーズ・We always keep minority spirit.（直訳：我々は常に少数派精神を保つ）に由来するものと思われるが、「実り」との掛詞にもなっている。
minoriが制作する作品は「群像劇」といった手法や「インタラクティブ・ノベル」という表現方法を取り入れており、その秀逸な映像的手法を用いた作品は高い評価を得ている。その性質上、作品に登場する女性キャラクターの強い意志が表現されることが多く、その一例に問い詰めシーンがある。
所属する原画家の絵がブランドの顔になるのがアダルトゲーム業界では通例だが、殆どのゲームで原画を変えている珍しいブランドである。また、ゲームのオープニングムービーを新海誠が制作していたことで知られる。
背景描写の造詣が深い。他のアダルトゲームの背景も手掛けており、スペシャルサンクスという位置づけで、スタッフロールのなかにブランド名や所属スタッフの名前が書かれている。
コミックマーケットでの限定商品の発売の際は長い注意事項や紹介文、ボイスによる商品紹介、リアルタイムで在庫の有無を更新するなど、かなり力を入れている。
2004年には『Wind -a breath of heart-』がRADIX制作により放送、2007年から2008年にかけては『ef - a fairy tale of the two.』がシャフト制作により2期にわたって放送された。
2009年の6月23日より、日本国外からの公式サイトへのアクセスを遮断した。日本国外からアクセスした場合、英文で「我らの文化を守るため、海外からのアクセスを遮断しました。」という趣旨のメッセージが表示されていた（遮断自体は2018年1月現在も行っている）。
背景としては、当時イギリスで他社の日本製アダルトゲームが海外業者に勝手に輸出されて問題視される騒動が起き、日本でも児童ポルノ禁止法など規制強化の動きが強まっていた時期であった点がある。社長である酒井はJ-CASTニュースへの取材および公開文章に対し、海外や国内団体から「海外で（日本のエロゲーが）問題になっている」と業界に抗議があったことを打ち明け、そういった事態への対策として日本国内に制限する意向を述べた。もともとminoriの作品は日本語版Windowsでしか動作しないようにされている。
2009年から2018年まで秋葉原電気外祭り（電気外祭り）を主催していた。
2013年のビジネスジャーナルの取材において、制作コスト面で継続が厳しいことを言及していた。2019年2月28日、『その日の獣には、』を最後にソフトウェア制作を終了し解散することが発表された。
2020年6月19日発売の『ATRI -My Dear Moments-』のスタッフロールに背景協力としてクレジットされている。

## 作品一覧
| 発売年 | 発売日     | タイトル                                                           | 原画                           | シナリオ                              | 備考                                                                                            |
| ------ | ---------- | ------------------------------------------------------------------ | ------------------------------ | ------------------------------------- | ----------------------------------------------------------------------------------------------- |
| 2001年 | 8月31日    | BITTERSWEET FOOLS                                                  | 相田裕                         | 古我望                                |                                                                                                 |
| 2002年 | 4月19日    | Wind -a breath of heart-                                           | 結城辰也 庄名泉石              | 向井正哉 古我望                       |                                                                                                 |
| 2002年 | 12月27日   | そよかぜのおくりもの -Wind Pleasurable Box-                        | 結城辰也 庄名泉石              | 向井正哉 古我望                       |                                                                                                 |
| 2004年 | 7月23日    | はるのあしおと                                                     | KIMちー 庄名泉石               | 鏡遊 北川晴                           |                                                                                                 |
| 2004年 | 11月5日    | Wind -a breath of heart- Re:gratitude                              | 結城辰也 庄名泉石              | 向井正哉 古我望                       |                                                                                                 |
| 2005年 | 3月25日    | ANGEL TYPE                                                         | 八樹隼一郎                     | 古我望                                | "minori feat. Aeris"として発売                                                                  |
| 2006年 | 3月31日    | さくらのさくころ - はるのあしおと Pleasurable Box -                | KIMちー 庄名泉石               | 鏡遊 北川晴                           |                                                                                                 |
| 2006年 | N/A        | ef - a fairy tale of the two.                                      | 七尾奈留 2C=がろあ             | 御影 鏡遊                             | ef - First Fan Disc（先行ファンディスク）（全年齢）                                             |
| 2006年 | 8月11-13日 | ef - a fairy tale of the two.                                      | 七尾奈留 2C=がろあ             | 御影 鏡遊                             | コミックマーケット70にて先行発売                                                                |
| 2006年 | 8月25日    | ef - a fairy tale of the two.                                      | 七尾奈留 2C=がろあ             | 御影 鏡遊                             | 一般発売                                                                                        |
| 2006年 | 12月22日   | ef - the first tale.                                               | 七尾奈留 2C=がろあ             | 御影 鏡遊                             | 第1部                                                                                           |
| 2008年 | 5月30日    | ef - the latter tale.                                              | 七尾奈留 2C=がろあ             | 御影 鏡遊                             | 第2部                                                                                           |
| 2009年 | 9月18日    | eden*                                                              | ちこたむ                       | 鏡遊                                  | 全年齢                                                                                          |
| 2010年 | 9月17日    | 天使の日曜日 -ef Pleasurable Box-                                  | 七尾奈留 2C=がろあ             | 御影 鏡遊                             |                                                                                                 |
| 2011年 | 12月29日   | すぴぱら - NICE TO MEET YOU!                                       | 七尾奈留 結城辰也 庄名泉石     | 竹田 鏡遊 御影                        | 全年齢                                                                                          |
| 2012年 | 5月18日    | すぴぱら - Alice the magical conductor. STORY#01 Spring Has Come ! | 七尾奈留 結城辰也 庄名泉石     | 竹田 鏡遊 御影                        | 全年齢                                                                                          |
| 2012年 | 12月21日   | 夏空のペルセウス                                                   | 庄名泉石 柚子奈ひよ 高崎まこ   | 竹田 鏡遊 御影                        |                                                                                                 |
| 2014年 | 1月31日    | 12の月のイヴ                                                       | 庄名泉石 柚子奈ひよ 高崎まこ   | 鏡遊                                  |                                                                                                 |
| 2015年 | 2月27日    | ソレヨリノ前奏詩                                                   | 柚子奈ひよ sataりすく 水野早桜 | 鏡遊 御影 花見田ひかる 伝野てつ       |                                                                                                 |
| 2016年 | 2月26日    | 罪ノ光ランデヴー                                                   | 柚子奈ひよ sataりすく 水野早桜 | 花見田ひかる 御厨みくり 伝野てつ 鋏鷺 |                                                                                                 |
| 2016年 | 8月14日    | はじめてのノベルゲーム                                             | N/A                            | 原田ひとみ                            | システム制作のみ 原田ひとみ本人原案（脚本）・原作・プロデューサーの全年齢対象の同人ゲームソフト |
| 2017年 | 3月31日    | トリノライン                                                       | きのこのみ 柚子奈ひよ          | 8 御厨みくり 花見田ひかる 鋏鷺        |                                                                                                 |
| 2018年 | 1月26日    | トリノライン:ジェネシス                                            | きのこのみ 柚子奈ひよ          | 8 御厨みくり 花見田ひかる 鋏鷺        |                                                                                                 |
| 2019年 | 1月25日    | その日の獣には、                                                   | 蟹屋しく きのこのみ 柚子奈ひよ | 鋏鷺 花見田ひかる 此ノ花しな          |                                                                                                 |

## 関連人物
- 酒井伸和
- 御影
- 鏡遊
- 天門